# Upplands runinskrifter 172
Upplands runinskrifter 172 är en del av en runsten som står vid Dalängen intill Norra Kungsvägen i kommundelen Islinge i Lidingö kommun.
Två runinskrifter har hittats på Lidingö. Den ena är Upplands runinskrifter 172 och den andra är U Fv1986;84 som upptäcktes 1984 i närheten av Bo gård.

## Historik
I en sockenbeskrivning av lantmätaren Viktor Dahlgren år 1847 anges att den undre hälften av en runsten blivit funnen under odling i Islinge. Runstenen fanns kvar på fyndplatsen i östra Islinge åtminstone en bit in på 1860-talet, då den placerades vid Islinge gårds huvudbyggnad. 1943 flyttades stenen till en kulle vid Dalängen för att den skulle bli mer synlig och tillgänglig för allmänheten. 
År 1923 fördes en livlig diskussion i Lidingö Tidning om var den övre halvan av stenen kunde finnas. 1923 anmälde vaktmästare Nylander på vanföreanstalten i Lidingö att han 1902 hade varit med om att bygga kajen vid Islinge hamn. Toppstycket skulle då ha funnits liggande på Islinge gård invid den uppresta nedre hälften och sedan används som fyllnadsmaterial tillsammans med annan sten. Några försök att gräva upp kajen gjordes först på 1940-talet, dock utan resultat. 
Runstenen är från kristen tid (mitten av 1000-talet). Stenens är av grå gnejs, dess höjd är 0,94 meter, bredden 0,90 meter och dess tjocklek 0,24 meter. Ristningens runhöjd är 5-9 centimeter.

## Inskriften
Translitterering av runraden:
× kori × auk × inkaltr × au- ... ...[t]iʀ · biern : faþur × sin · kuþ i[a]... ...
Normalisering till runsvenska:
Kari(?) ok Ingialdr o[k] ... [æf]tiʀ Biærn, faður sinn. Guð hia[lpi] ...
Översättning till nusvenska:
Kari och Ingjald och … efter Björn, sin fader. Gud hjälpe...
Kori är keltiskt namn, och bara en irländsk träl med denna namnet är känd på Island från Landnamabok. Kari (genitiv Kare, ackusativ: Kara) är relativt vanligt mansnamn (eller binamn), finns på  DR 287, Gs 11, Sö 217, Sö 298, Sö Fv1971;208, U 16, U 37, U 259, U 532, U 683, U 797, U 866, U 956, U 1065, U 1146, Ög 81B.

## Bilder

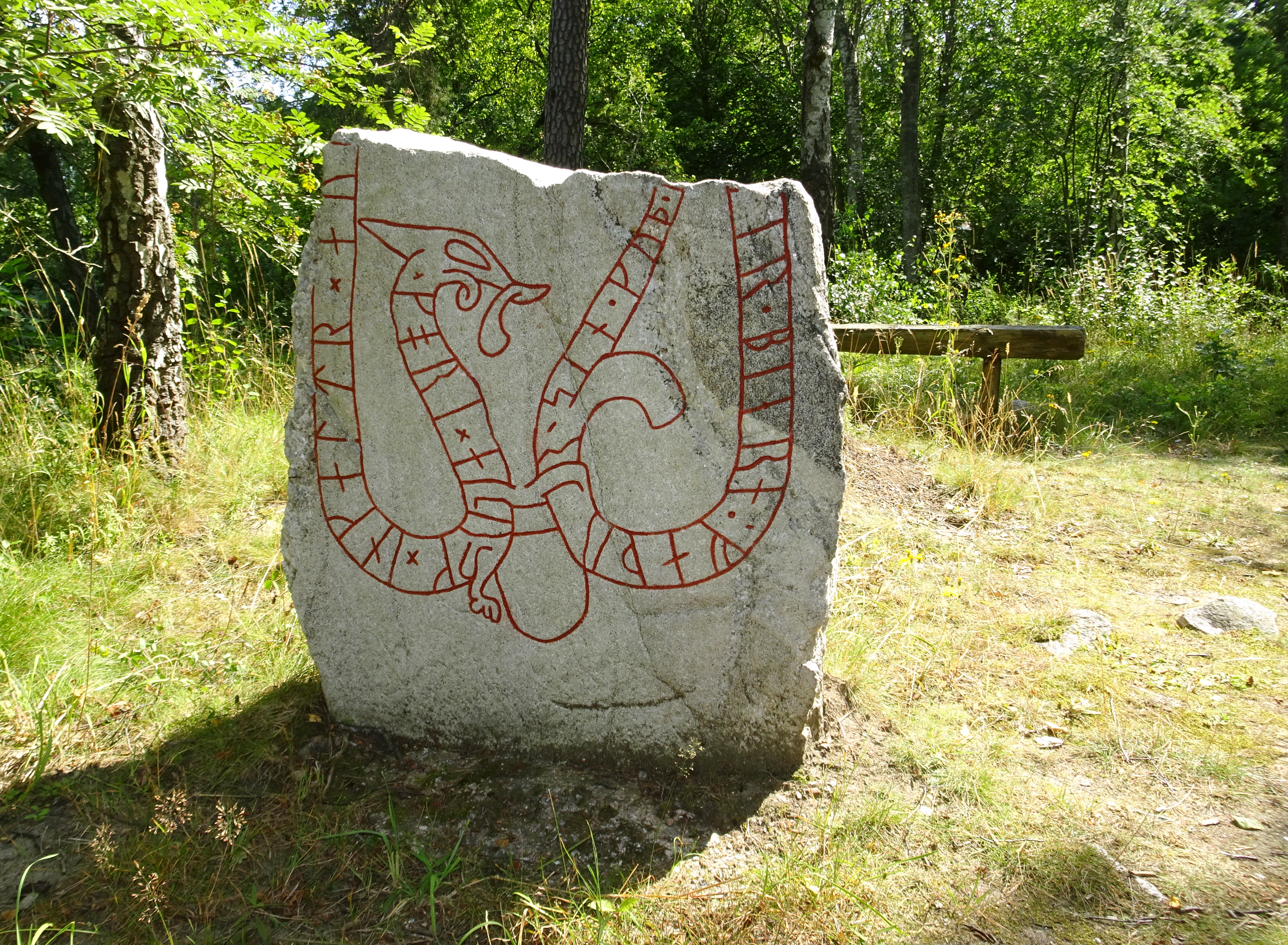
Framsidan.
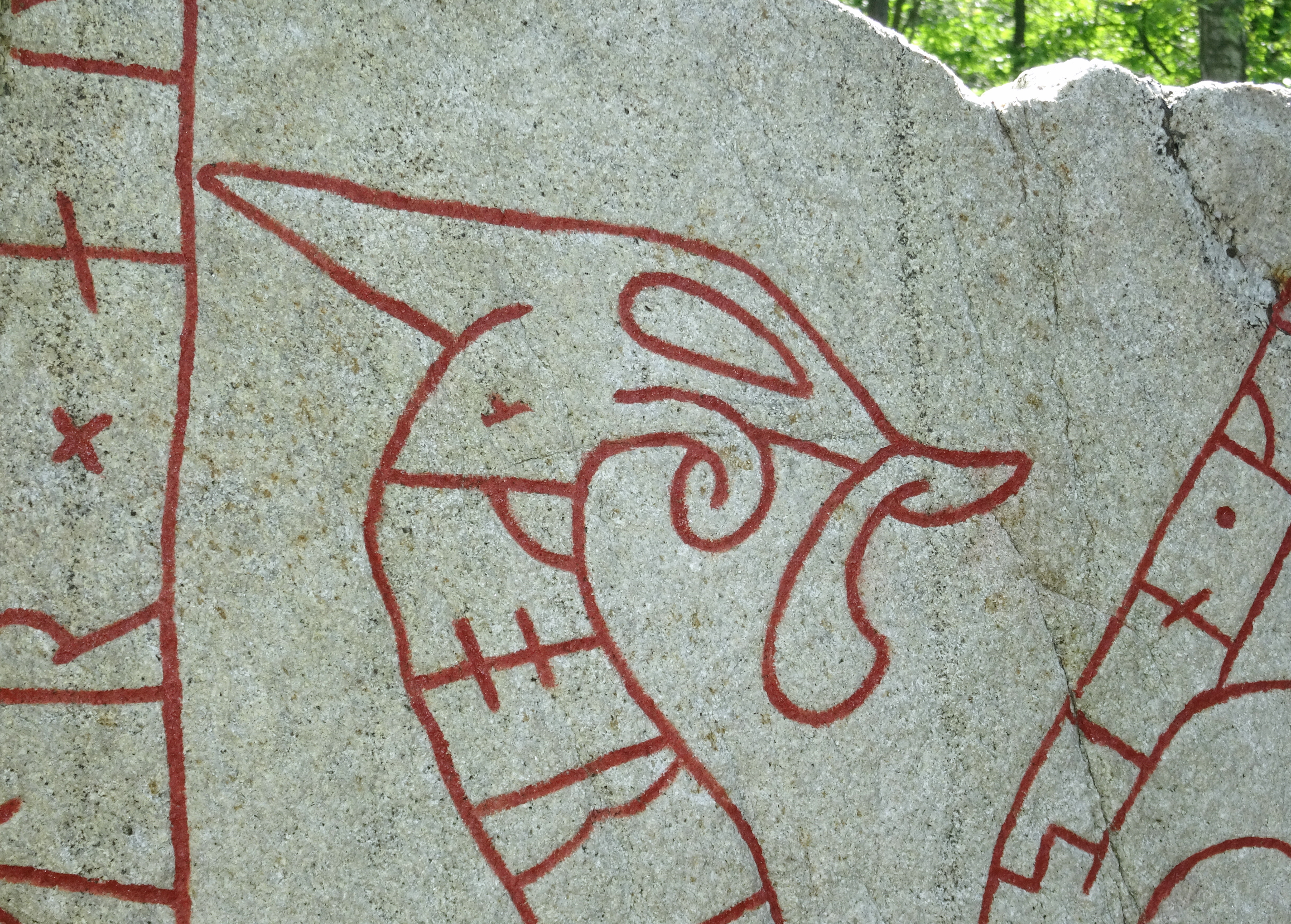
Detalj.
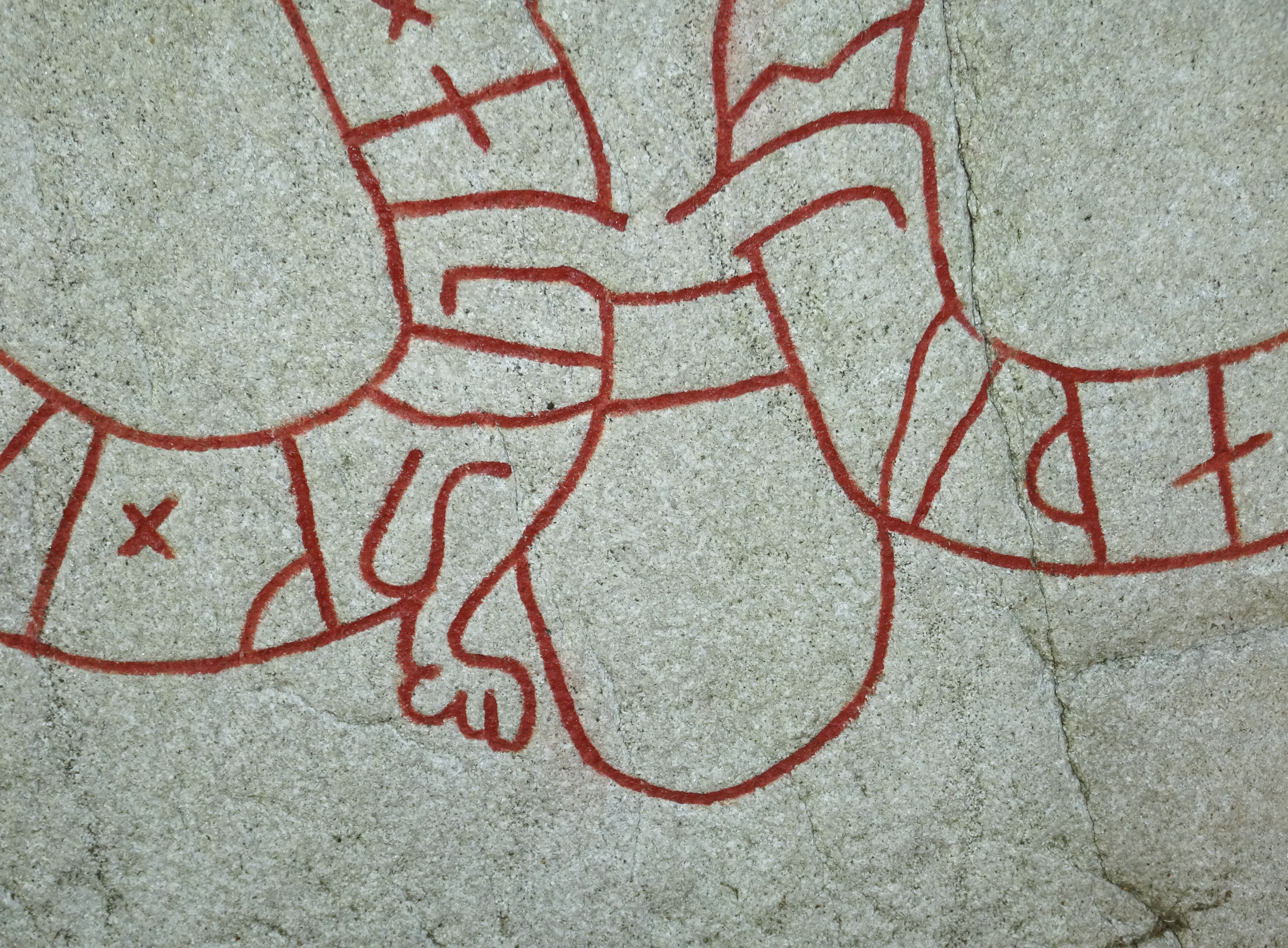
Detalj.
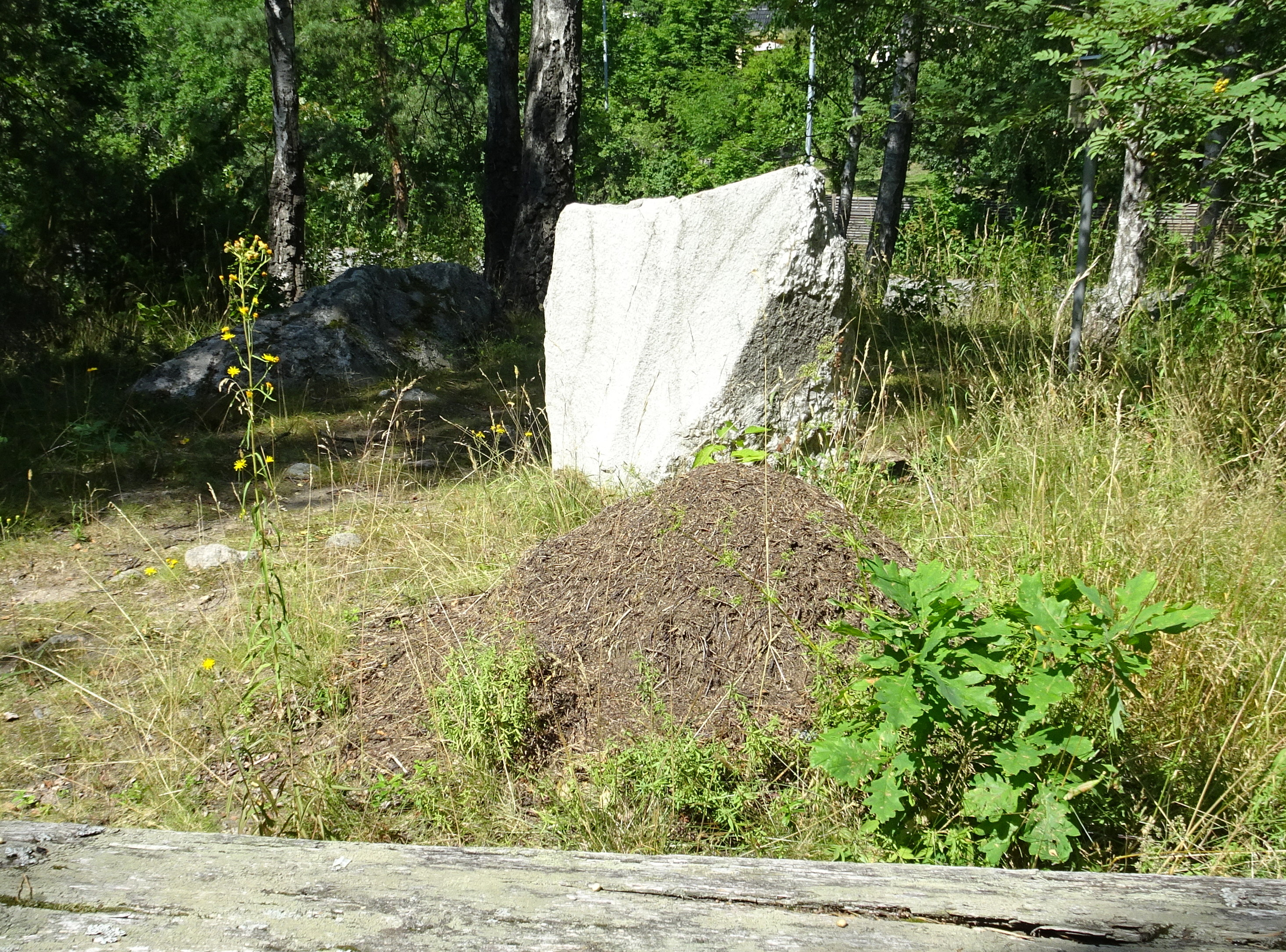
Baksidan